# Carl Wilhelm Scheele
Carl Wilhelm Scheele (Stralsund, 9 de dezembro de 1742 — Köping, 21 de maio de 1786) foi um químico farmacêutico de origem sueca. Scheele nasceu em Stralsund, na Pomerânia (hoje Alemanha, na época uma província sueca). Foi o descobridor de muitas substâncias químicas, tendo descoberto o oxigênio antes de Joseph Priestley.

## Carreira
Scheele trabalhou como farmacêutico em Estocolmo, de 1770 até 1775 em Uppsala, posteriormente em Köping, também na Suécia, onde adquiriu a farmácia (local onde instalou o seu laboratório) da então viúva Sara Pohl, com quem se casou em seu leito de morte. Seus estudos levaram-no à descoberta do oxigênio e nitrogênio, entre 1772-1773, cujo trabalho publicou no seu livro "Chemische Abhandlung von der Luft und dem Feuer" ("Tratado Químico sobre Ar e Fogo") em 1777, perdendo parte da fama para Joseph Priestley, que descobriu independentemente (mas posteriormente) o oxigênio em 1774.
O francês Antoine Lavoisier também reivindicava a descoberta para sí. É dele o termo oxigênio ("Gerador de Ácidos") e Lavoisier o identificava como o "Ar Deflogisticado" de Priestley.
Scheele descobriu também outros elementos químicos, tais como o cloro (1774), o bário (1774), o manganês (1774), o molibdênio (1778) e o tungstênio (1781), assim como diversos compostos químicos, incluindo o ácido nítrico, o glicerol e o cianeto de hidrogênio (também conhecido como ácido prússico). Além disso, ele descobriu um processo semelhante à pasteurização.
Como muitos químicos da sua época, Scheele frequentemente trabalhou sob condições difíceis e perigosas, que explicam a sua morte prematura, que, curiosamente, foi devida à queda de um vidro contendo solução de ácido cianídrico (HCN), substância que ele mesmo descobriu e que ainda hoje é usada para casos de pena de morte nos Estados Unidos. Outras fontes afirmam que os sintomas referentes à morte de Scheele sugerem envenenamento por mercúrio.

## Fatos
Apesar de hoje se ter consciência das descobertas de Scheele para o desenvolvimento da química, muitas dessas descobertas, à época, não lhe foram creditadas. Isso ocorria porque ele não publicava tudo o que fazia ou publicava em periódicos científicos pouco divulgados.
Flogista (veja Flogisto) convicto, e influenciado pela Alquimia, ao estudar o ácido clorídrico, o oxida (termo inexistente na época) com Dióxido de manganês (realiza deste modo, a primeira oxidação), obtendo o seu "Espírito de Sal Deflogisticado".
Hoje o "Gás Cloro" é o conhecido elemento cloro. Com ele, Scheele descobre e prepara, pela primeira vez, os hipocloritos (hipoclorito de sódio e hipoclorito de cálcio), componentes das modernas "Águas de lavadeira" e do "Cloro de piscina".
Por essas descobertas, Scheele poderia ser considerado o verdadeiro descobridor do oxigênio e da oxidação, pois o fizera experimentalmente, antes (1771-1773) de Priestley e de Lavoisier. Quando descobriu o cloro, em 1774, não o reconheceu como um elemento. Ele apenas acreditava que era um composto que continha um dos gases do ar.
Cerca de 30 anos depois, o Inglês Humphry Davy compreendeu que o gás era um elemento. Davy ainda daria o nome ao novo elemento por conta de sua aparência (cloro significa "verde-claro" em grego). Humphry Davy também levou a melhor sobre Scheele na descoberta do bário. O sueco fez o trabalho experimental importante, distinguindo a barita. Cerca de 30 anos depois, novamente, Davy conseguiu isolar o metal branco-prateado bário, que foi denominado segundo a palavra grega barys (que significa pesado).
Na descoberta do molibdênio, Scheele havia obtido uma substância ao qual estava certo de que era um novo elemento, que poderia ser isolado a uma temperatura elevada. Entretanto, o sueco não possuía um forno e passou essa substância a um amigo, Peter Jacob Hjelm, a quem foi creditado a descoberta do molibdênio.

## Artigos publicados

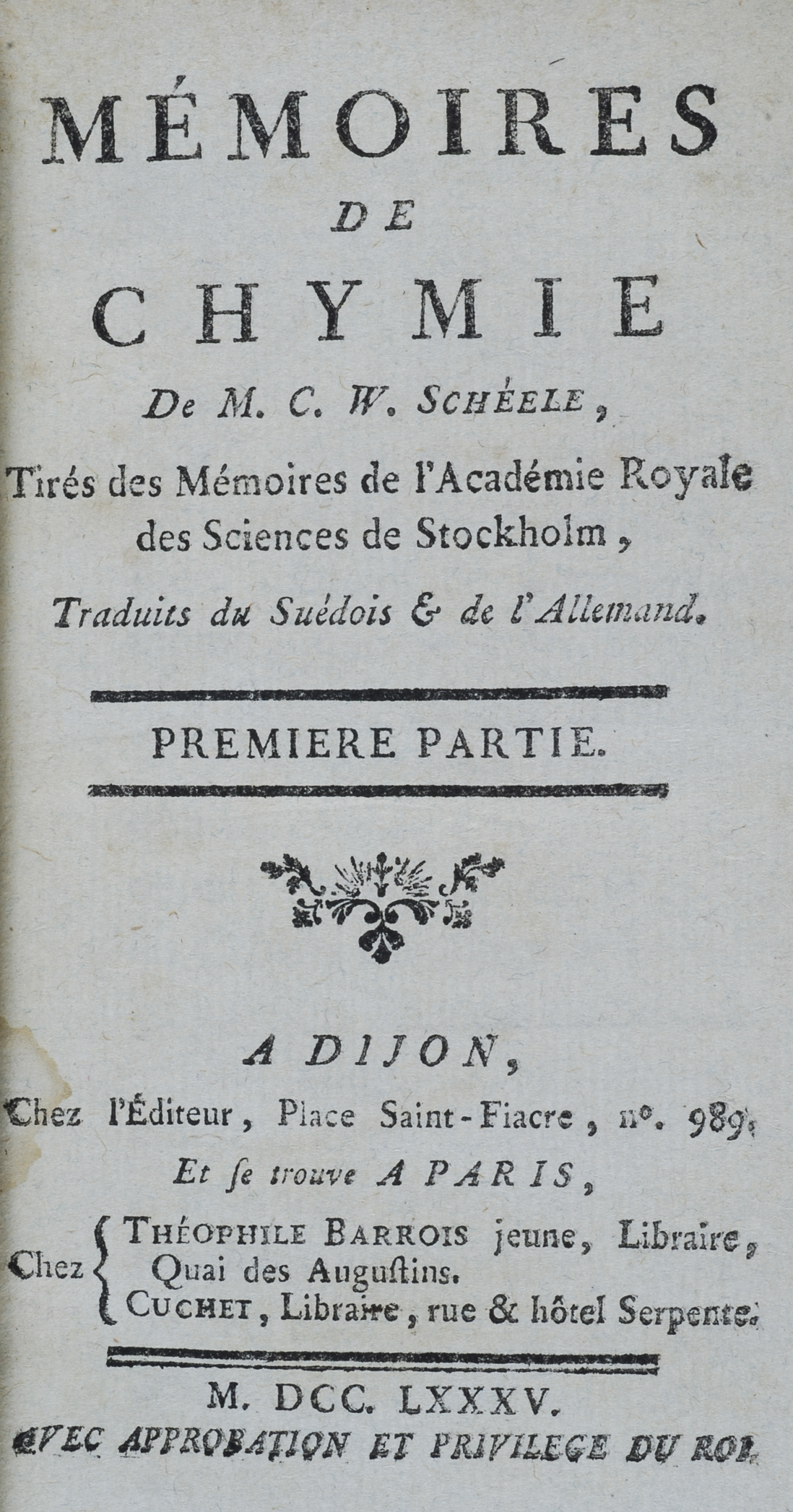
Mémoires de chymie, 1785, tradução francesa de Mme. Claudine Picardet

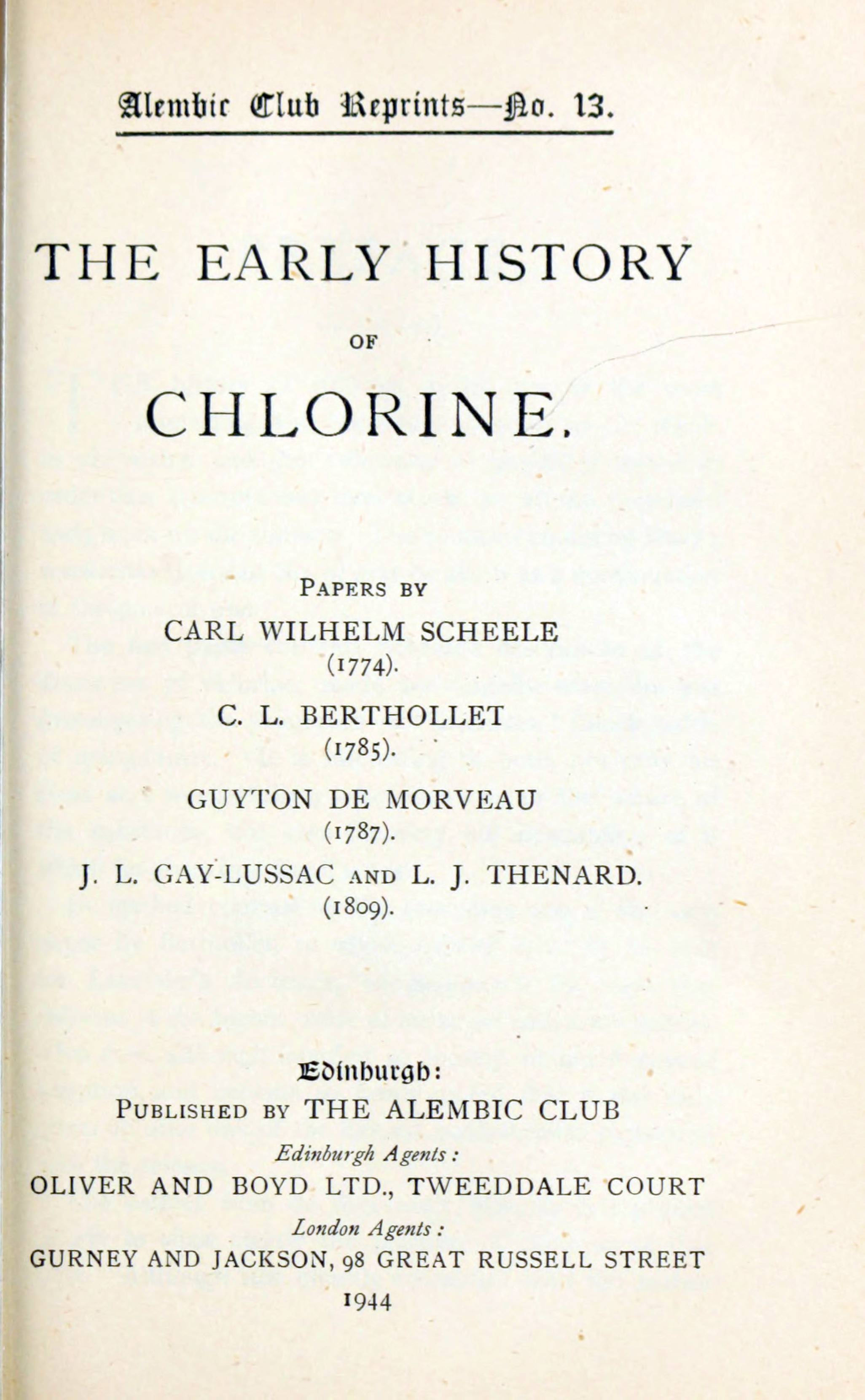
Early history of chlorine, 1944

Todos os artigos a seguir foram publicados por Scheele em um período de quinze anos.
1. (1771) Fluospar and its Acid
2. (1774) "Braunstein" or Magnesia [ Manganese ], two papers
3. (1775) Benzoin Salt [ Benzoic Acid ]
4. Arsenic and its Acid
5. Silica, Alumina, and Alum
6. Urinary Calculi
7. (1777) Chemical Treatise on Air and Fire
8. (1778) Wet Process for Preparing Mercurius dulcis [ Calomel ]
9. Simple Process for Preparing Pulvis Algarothi [ oxychloride of antimony ]
10. Molybdenum
11. (1778) Preparation of a New Green Color[2]
12. (1779) On the Quantity of Pure Air daily present in the Atmosphere
13. Decomposition of Neutral Salts by Lime or Iron
14. Plumbago
15. Heavy spar
16. (1780) Fluospar
17. Milk and its Acid
18. Acid of Milk sugar
19. On the Relationship of Bodies
20. (1781) Tungsten
21. The Combustible Substance in Crude Lime
22. Preparation of White Lead
23. (1782) Ether
24. Preservation of Vinegar
25. Coloring Matter in Berlin Blue[3][4]
26. (1783) Berlin Blue
27. Peculiar Sweet Principle from Oils and Fats [ Glycerin ][5]
28. (1784) Attempt to Crystallize Lemon juice
29. Constituents of Rhubarb-earth [ Calcium Oxalate ] and Preparation of Acetosella Acid [ Oxalic Acid ]
30. The Coloring "Middle-salt" of "Blood lye" [Yellow Prussiate of Potassium]
31. Air-acid [ Carbonic Acid ]; Benzoic Acid. Lapis infernalis ("Air-acid" is Carbon dioxide)
32. Sweet Principle from Oils and Fats. Air-acid
33. (1785) Acid of Fruits, especially of Raspberry
34. Phosphate of Iron; and Pearl-salt
35. Occurrence of Rhubarb-earth [see 29] in various Plants
36. Preparation of Magnesia alba
37. Fulminating Gold. Corn oil [ Fusel oil ]. Calomel
38. Air-acid
39. Lead amalgam
40. Vinegar-naphtha
41. Lime. Ammonia or Volatile Alkali
42. Malic Acid and Citric Acid
43. Air, Fire, and Water
44. (1786) The Essential Salt of Galls [ Gallic Acid ]
45. Nitric Acid
46. Oxide of Lead. Fuming Sulphuric Acid
47. Pyrophorus
48. Peculiarities of Hydrofluoric Acid.

Os artigos de Scheele apareceram primeiro nas Transactions da Academia Sueca de Ciências e em vários periódicos, como Chemische Annalen de Lorenz Florenz Friedrich von Crell. A obra de Scheele foi coletada e publicada em quatro idiomas, começando com Mémoires de Chymie de Mme. Claudine Picardet em 1785 e Chemical Essays de Thomas Beddoes em 1786, seguido de latim e alemão. Outra tradução para o inglês foi publicada pelo Dr. Leonard Dobbin, em 1931.